# Phrurolithus
Genre
Synonymes
- Micariosoma Simon, 1878

Phrurolithus est un genre d'araignées aranéomorphes de la famille des Phrurolithidae.

## Distribution
Les espèces de ce genre se rencontrent en zone holarctique et aux Antilles.

## Liste des espèces
Selon World Spider Catalog (version 26, 25/04/2025) :
- Phrurolithus aemulatus Gertsch, 1941
- Phrurolithus apertus Gertsch, 1935
- Phrurolithus azarkinae Zamani & Marusik, 2020
- Phrurolithus callidus Gertsch, 1935
- Phrurolithus camawhitae Gertsch, 1935
- Phrurolithus catalinius Gertsch, 1941
- Phrurolithus claripes (Dönitz & Strand, 1906)
- Phrurolithus connectus Gertsch, 1941
- Phrurolithus corsicus (Simon, 1878)
- Phrurolithus dolius Chamberlin & Ivie, 1935
- Phrurolithus duncani (Chamberlin, 1925)
- Phrurolithus emertoni Gertsch, 1935
- Phrurolithus festivus (C. L. Koch, 1835)
- Phrurolithus flavipes O. Pickard-Cambridge, 1872
- Phrurolithus florentinus Caporiacco, 1923
- Phrurolithus hamdeokensis Seo, 1988
- Phrurolithus kastoni Schenkel, 1950
- Phrurolithus kentuckyensis Chamberlin & Gertsch, 1930
- Phrurolithus leviculus Gertsch, 1936
- Phrurolithus luppovae Spassky, 1941
- Phrurolithus minimus C. L. Koch, 1839
- Phrurolithus nemoralis Bryant, 1940
- Phrurolithus nigrinus (Simon, 1878)
- Phrurolithus nipponicus Kishida, 1914
- Phrurolithus oabus Chamberlin & Ivie, 1935
- Phrurolithus paludivagus Bishop & Crosby, 1926
- Phrurolithus parcus (Hentz, 1847)
- Phrurolithus pullatus Kulczyński, 1897
- Phrurolithus pygmaeus Thorell, 1875
- Phrurolithus sandrae Lecigne, 2025
- Phrurolithus schwarzi Gertsch, 1941
- Phrurolithus shimenensis Yin, Peng, Gong & Kim, 1997
- Phrurolithus sinicus Zhu & Mei, 1982
- Phrurolithus sordidus Savelyeva, 1972
- Phrurolithus spinosus Bryant, 1948
- Phrurolithus szilyi Herman, 1879
- Phrurolithus thracia Komnenov & Chatzaki, 2016

## Systématique et taxinomie
Ce genre a été décrit par C. L. Koch en 1839. Il est placé dans les Corinnidae par Bosselaers et Jocqué en 2002 puis dans les Phrurolithidae par Ramírez en 2014.
Micariosoma a été placé en synonymie par Simon en 1903.

## Publication originale
- C. L. Koch, 1839 : Die Arachniden. Nürnberg, Sechster Band, p. 1-156 (texte intégral).